# باباتی
باباتی یک شهر کوچک و مرکز استان مانیارا در کشور تانزانیا می‌باشد. این شهر از سمت جنوب در فاصله ۱۷۲ کیلومتری استان آروشا می‌باشد.
شهرستان باباتی از شمال با استان آروشا و از جنوب شرقی با شهرستان سیمانجیرو و از جنوب با استان دودوما و از جنوب غربی با شهرستان هانانگ و از شمال غربی با شهرستان امبولو هم‌مرز می‌باشد.
بر پایه نتایج سرشماری عمومی نفوس و مسکن که در سال ۲۰۰۲ توسط دولت تانزانیا انجام شد جمعیت این شهرستان بالغ بر ۳۰۳٬۰۱۳ نفر اعلام شد.

## بخش‌ها
شهرستان باباتی به لحاظ اداری و مدیریتی به ۲۱ بخش تقسیم شده‌است.
| آرری      | بخش باباتی | باشنت  |
| بخش بونگا | دابیل      | داره‌دا |
| دورو      | گالاپو     | گیداس  |
| کیروو     | مادونگا    | ماگارا |
| ماگوگو    | مامیره     | اموادا |
| انکایتی   | کاش        | ریرودا |
| سیگینو    | سینگه      | اوفانا |